# Chris Rice
Chris Rice (Clinton, Maryland, Estados Unidos, 11 de junio de 1970) es un cantante solista y compositor de música cristiana con un estilo similar al de David Wilcox y James Taylor. En 1996 firmó contrato con la discográfica de Michael W. Smith y lanzó Deep Enough to Dream. Ha realizado más de 10 producciones y ha sido condecorado en los GMA Dove Awards.

## Biografía
Chris Rice, nacido en Clinton, Maryland, es el segundo de cuatro hijos de dos propietarios de una librería. Sus padres influenciaron a Rice en la fe cristiana. Chris no aspiraba a una carrera dedicada a la música, sólo tuvo lecciones de piano por tres años cuando era niño. Sin embargo, las continuas invitaciones para hablar y dirigir la música en los eventos realizados en su iglesia lo llevaron a recibir invitaciones de la Universidad de Maryland, el Grace College de Winona Lake en Indiana y la Union University de Jackson en Tennessee. Actualmente tiene una licenciatura en psicología y comunicación.
Mientras realizaba su trabajo de líder musical y de entrenador de equipos de fútbol colegiales, empezó a escribir canciones. Durante dos décadas, Rice pasó su tiempo como orador, escritor y músico y participaba en conferencias colegiales y universitarias, así como en campamentos. Estas experiencias prepararon a Chris para su carrera como artista profesional.
Los inicios de Rice como escritor de canciones empezaron a mediados de los años 1980, luego de mudarse de su hogar en Washington D. C. a Nashville, Tennessee. Durante ese período, varias de las canciones de Chris fueron grabadas con otros artistas tales como Kathy Troccoli y Terri Gibbs. En 1996, Chris Rice firmó por Rocketown Records de Michael W. Smith convirtiéndose en el primer artista en unirse al recién fundado sello discográfico.

### Debut y carrera
Con la colaboración del productor Monroe Jone, Chris grabó Deep Enough to Dream que fue lanzado en septiembre de 1997. Un año después se lanzó Past the Edges.
El tercer álbum de Rice, Smell the Color 9, fue lanzado el año 2000 y fue uno de sus discos más exitosos. La carátula del álbum (un hombre en un monociclo balanceándose en una cuerda) muestra el equilibrio de la vida de Rise, entre un músico reconocido y una persona normal. 
En 2001, Rice sorprendió a sus seguidores con lanzamientos instrumentales de piano que mostraban su otro lado musical y su afición a los himnos antiguos y canciones de Navidad. The Living Room Sessions y The Living Room Sessions: Christmas fueron los nombres de estos álbumes. Recibieron tales nombres puesto que las canciones fueron grabadas en el gran piano del cuarto de estar de Rice.
Chris Rice lanzó su sexto álbum, Run the Earth... Watch the Sky, en marzo de 2003, otra vez con la colaboración de Monroe Jones. El primer sencillo fue «The Other Side of the Radio». De este álbum también se desprende el tema «Come to Jesus», una de sus canciones más conocidas.
Con 6 producciones (2 instrumentales y 4 álbumes de estudio) realizadas con Rocketown Records, Rice dejó la discográfica. En junio de 2004 fue lanzada la compilación de éxitos Short Term Memories (incluidas canciones como «Sometimes Love», «Deep Enough to Dream», «Smellin' Coffee» y «The Other Side of the Radio»). También aparece el conocido tema «Go Light Your World». En febrero de 2005, se lanzó el segundo álbum de compilación: Snapshots: Live and Fan Favorites.

### Nueva discográfica
En 2005, Rice firmó con Eb+Flo Records, una discográfica independiente y realizó un acuerdo de distribución y marketing con INO Records. Su quinto lanzamiento de estudio, Amusing, fue lanzado en agosto del mismo año. Por primera vez en su trayectoria, Rice lanzó sencillos de radio a las estaciones de radio AC y Light Rock en todo el país. La primera canción fue «When Did You Fall (In Love With Me?)» y alcanzó el puesto 8 en la radiofórmula de Pop AC. «Lemonade» también alcanzó los listadosAC en primavera y verano de 2007.
En noviembre de 2006, Rice lanzó un proyecto que regresaba a sus raíces. Se tituló Peace Like a River: The Hymns Project y contenía himnos cristianos interpretados por él. En 2007, Rice lanzó What A Heart Is Beating For.

## Discografía
- Live By Faith (1992)
- Deep Enough to Dream (1997)
- Past the Edges (1998)
- Smell the Color 9 (2000)
- The Living Room Sessions (Instrumental) (2001)
- The Living Room Sessions: Christmas (Instrumental) (2001)
- Run the Earth... Watch the Sky (2003)
- Short Term Memories (Gandes éxitos) (2004)
- Snapshots: Live and Fan Favorites (2005)
- Amusing (2005)
- Peace Like a River: The Hymns Project (2006)
- What a Heart is Beating For (2007)

### EP y otros lanzamientos
- Merry Chris Rice (2005) (lanzado en iTunes)
- When Did You Fall (Cozy Version) (2007) (lanzado en iTunes)

### Sencillos
- «Christmas Party» (sencillo de radio)
- «Deep Enough To Dream»
- «Smile»
- «Untitled Hymn (Come To Jesus)»
- «The Other Side of the Radio»
- «Cartoons»
- «Love Like Crazy»
- «When Did You Fall (In Love With Me)»
- «Lemonade»
- «Sad Song»

## Premios y nominaciones
| Año  | Premio                          | Categoría                                                | Trabajo nominado                | Resultado |
| ---- | ------------------------------- | -------------------------------------------------------- | ------------------------------- | --------- |
| 1998 | GMA Dove Awards                 | Artista nuevo del año                                    | Chris Rice                      | Nominado  |
| 1998 | GMA Dove Awards                 | Vocalista masculino del año                              | Chris Rice                      | Nominado  |
| 1998 | GMA Dove Awards                 | Escritor del año                                         | Chris Rice                      | Nominado  |
| 1998 | GMA Dove Awards                 | Álbum pop/contemporáneo del año                          | Deep Enough to Dream            | Nominado  |
| 1999 | GMA Dove Awards                 | Vocalista masculino del año                              | Chris Rice                      | Ganador   |
| 1999 | GMA Dove Awards                 | Álbum del año - evento especial                          | Exodus                          | Ganador   |
| 2000 | GMA Dove Awards                 | Música hecha y grabada del año                           | Smell The Color 9               | Nominado  |
| 2002 | GMA Dove Awards                 | Álbum instrumental del año                               | Living Room Sessions: Hymns     | Nominado  |
| 2005 | GMA Dove Awards                 | Canción grabada inspiracional del año                    | «Untitled Hymn (Come to Jesus)» | Nominado  |
| 2004 | American Christian Music Awards | Artista masculino del año                                | Chris Rice                      | Nominado  |
| 2004 | American Christian Music Awards | Artista masculino sobresaliente (canción)                | «The Other Side Of The Radio»   | Nominado  |
| 2004 | American Christian Music Awards | Artista masculino sobresaliente (álbum)                  | Run The Earth, Watch The Sky    | Nominado  |
| 2004 | American Christian Music Awards | Artista sobresaliente inspiracional                      | Chris Rice                      | Nominado  |
| 2004 | American Christian Music Awards | Canción sobresaliente inspiracional                      | «Untitled Hymn (Come to Jesus)» | Ganador   |
| 2005 | American Christian Music Awards | Artista inspiracional o de alabanza y adoración favorito | Chris Rice                      | Ganador   |
| 2004 | Victory Awards                  | Mejor canción inspiracional (Artista masculino)          | «Untitled Hymn (Come to Jesus)» | Ganador   |
| 2004 | Victory Awards                  | Mejor álbum inspiracional                                | Run The Earth, Watch The Sky    | Ganador   |
| 2004 | Victory Awards                  | Mejor álbum (Artista masculino)                          | Run The Earth, Watch The Sky    | Ganador   |
| 2004 | ASCAP Christian Music Awards    | Una de las canciones más reproducidas                    | «The Other Side Of The Radio»   | Ganador   |
| 2004 | ASCAP Christian Music Awards    | Una de las canciones más reproducidas                    | «Smile»                         | Ganador   |
| 2005 | ASCAP Christian Music Awards    | Una de las canciones más reproducidas                    | «Untitled Hymn (Come to Jesus)» | Ganador   |